# 小叶瑞木
小叶瑞木（学名：Corylopsis multiflora var. parvifolia）为金缕梅科蜡瓣花属下的一个变种。

## 扩展阅读
- 維基物種上的相關：小叶瑞木